# Footloose (film 1984)
Footloose è un film del 1984 diretto da Herbert Ross e distribuito dalla Paramount Pictures.
Il film è vagamente ispirato ad alcuni eventi realmente accaduti anni prima nella piccola comunità rurale di Elmore City, in Oklahoma.

## Trama
Ren McCormack, ragazzo di Chicago, si trasferisce con la madre separata a Bomont. Il piccolo paese di provincia ha bandito la musica rock, il ballo e tutto ciò che può corrompere la moralità dopo che cinque ragazzi (tra i quali il figlio del reverendo del paese Shaw Moore) sono morti mentre tornavano da un concerto.
Ren si fa subito dei nemici, primi tra tutti il reverendo Moore, padre della giovane Ariel, e il fidanzato della ragazza. Il resto degli abitanti del paese (tranne i pochi con i quali diventa amico) lo etichetta come un ragazzo senza morale poiché rifiuta le regole della comunità e legge romanzi considerati "peccaminosi" come Mattatoio n. 5. Proprio per questo suo aspetto "ribelle" Ariel si innamora di lui, anche per contrastare apertamente il padre al quale prima aveva disobbedito solo di nascosto, che accusa del bigottismo dilagante nella cittadina. Ariel (anche grazie alla sua conoscenza, piuttosto ovvia, della Bibbia) aiuterà Ren a ottenere l'autorizzazione per fare il ballo di fine anno nel magazzino fuori città dove Ren lavora.
In seguito ad uno spiacevole episodio (alcuni cittadini particolarmente ferventi decidono di bruciare alcuni dei libri della biblioteca scolastica) il reverendo comprende che negare alcune libertà, come appunto l'ascolto della musica rock, non è prerogativa di un gruppo di persone segnate da un dolore e che, invece, lasciare ai ragazzi la libertà di crescere è senza dubbio la scelta migliore.

## Produzione
Le varie scene della fittizia Bomont sono state realizzate in disparate cittadine, tutte nello stato dello Utah, nella contea di Utah:
- Payson -  luogo delle scene di apertura in campo lungo, della stazione di servizio dove Ren lava la macchina, il liceo frequentato dai protagonisti, e la fattoria del duello sui trattori
- American Fork -  sede della chiesa e della casa del Rev. Moore
- Provo - in cui era situato il drive-in Hi-Spot, ed il bar della serata di Ren, Ariel, Rusty e Willard
- Vineyard - sede dell'acciaieria dove Ren si cimenta nel ballo sfrenato
- Springville - dove fu filmata la scena del rogo dei libri
- Lehi - dimora del Roller Mills in cui furono girati gli esterni della location del ballo finale, mentre il ballo stesso fu realizzato negli Ormond Studios di Orem.

## Colonna sonora
La colonna sonora del film, composta da una compilation di brani di artisti vari, è stata pubblicata in formato LP, musicassetta e CD nel 1984 dall'etichetta discografica CBS, con il titolo Footloose (Original Motion Picture Soundtrack). Dalla stessa colonna sonora sono inoltre stati estratti i singoli Almost Paradise di Mike Reno, Footloose di Kenny Loggins, Holding Out for a Hero di Bonnie Tyler e Let's Hear It for the Boy di Deniece Williams.

## Incassi
Il film, nonostante le critiche altalenanti ricevute, incassò 80035402 $.

## Riconoscimenti
- 1985 - Premio Oscar
  - Candidatura per Miglior canzone originale (Footloose) a Kenny Loggins e Dean Pitchford.
  - Candidatura per miglior canzone originale (Let's Hear It for the Boy) a Tom Snow e Dean Pitchford.

## Musical
Anni dopo il film fu realizzato un musical adattato sulla storia del film, in cui erano incluse le stesse canzoni presenti nella pellicola. Un adattamento in lingua italiana è stato prodotto in Italia nei primi anni duemila.

## Remake
La Paramount Pictures ha prodotto il remake di Footloose; la prima è stata il 14 ottobre 2011. L'attore Zac Efron ha rifiutato l'offerta per il ruolo protagonista di Ren, con l'intenzione di dedicarsi ad altri tipi di film e non essere quindi etichettato come un attore essenzialmente "da musical". Craig Brewer è stato il regista, Peter Sollett ha riadattato la sceneggiatura, mentre la produzione è stata affidata a Craig Zadan e Neil Meron. È stato ben accolto dalla critica e il ruolo di Ren è andato a Kenny Wormald.